# Тункване
Тункването е кулинарна практика за десертни и тестени изделия да се потапят в разтопен шоколад, фондан, кувертюр или друга глазура. На тункване подлежат такива изделия като бисквити, вафли, бонбони и сухи пасти.

## Етимология
Думата тункване, която е придобила популярност като термин, използван в производството на шоколадови изделия, идва от Германия, откъдето навремето е идвало цялото сладкарско оборудване в България, в това число и машините за тункване. Думата произлиза от старата немска дума „tunken“, което ще рече „топвам, потапям“.
По тункването се категоризират различни захарни изделия: тунквани и нетунквани бисквити, тунквани и нетунквани вафли.
Захарните продукти могат да бъдат едностранно тунквани (покрити от едната страна) или цялостно тунквани (целият продукт е облян с глазура).

## Начин на тункване
- Ръчно тункване – След като кувертюрът се темперира се поставя в съд. Продуктът, който ще се залива, трябва да има температура, колкото е възможно по-близка до 23 – 25 °C, но да не е по-ниска от 20 °C. Също така повърхността трябва да е суха. С помощта на специални инструменти се потапят продуктите в кувертюра, отцежда се, което е в повече и се поставят на поднос в хладилник за охлаждане. Трябва да се внимава с температурата на кувертюра и да се държи през цялото време на началното ниво.

- Промишлено тункване с машина – Тункването трябва да започне само когато е сигурно, че шоколадът/ какаовият кувертюр се е темперирал правилно. Температурите, които важат в този случай, са същите като в предишния вариант. Впоследствие, посредством настройките на машината, се определя какво количество кувертюр да остане като покритие. След това продуктът се слага в хладилника за охлаждане.

- Тункване на замразени сладоледени основи – В специални случаи сладоледените основи се покриват с кувертюр, който е с температура около 40 °C и веднага след това се слагат за охлаждане.